# Potatisbladmögel
Potatisbladmögel är en allvarlig sjukdom på potatis som orsakas av oomyceten Phytophthora infestans. Organismen kan även angripa tomater och andra medlemmar i familjen Solanaceae. Potatisbladmögel sprids med sättpotatis, via luftburna sporangier och kan förekomma som markburen smitta i form av oosporer.
Släktnamnet Phytophthora kommer från grekiskans φυτό (phyto), som betyder "växt", och φθορά (phthora), som betyder "förfall, förstörelse, fördärv". Artnamnet infestans kommer från det latinska verbet infestare, som betyder "attackera, förstöra". Namnet Phytophthora infestans användes först gången år 1876 av den tyske mykologen Heinrich Anton de Bary (1831–1888).

## Historia
Patogenen, som har sitt ursprungsområde i Mexiko, kom sannolikt till Europa med potatisutsäde. Även om bladmögelangrepp kan ha förekommit länge uppmärksammades inga angrepp i Europa förrän under 1840-talet, då potatisskörden i stora delar av Europa förstördes. På Irland, där beroendet av potatis var stort inom den fattiga delen av befolkningen, ledde missväxten till svältkatastrof och stor utvandring. I Sverige ifrågasattes värdet av fortsatt potatisodling efter 1840-talets bladmögelangrepp. Idag orsakar potatisbladmögel mellan 15 och 30 % förlust av potatisskörd. De globala kostnaderna, inklusive minskad skörd och kostnader för bekämpningsmedel, är upp till 10 miljarder USD årligen.

## Utvecklingscykel och skadebild

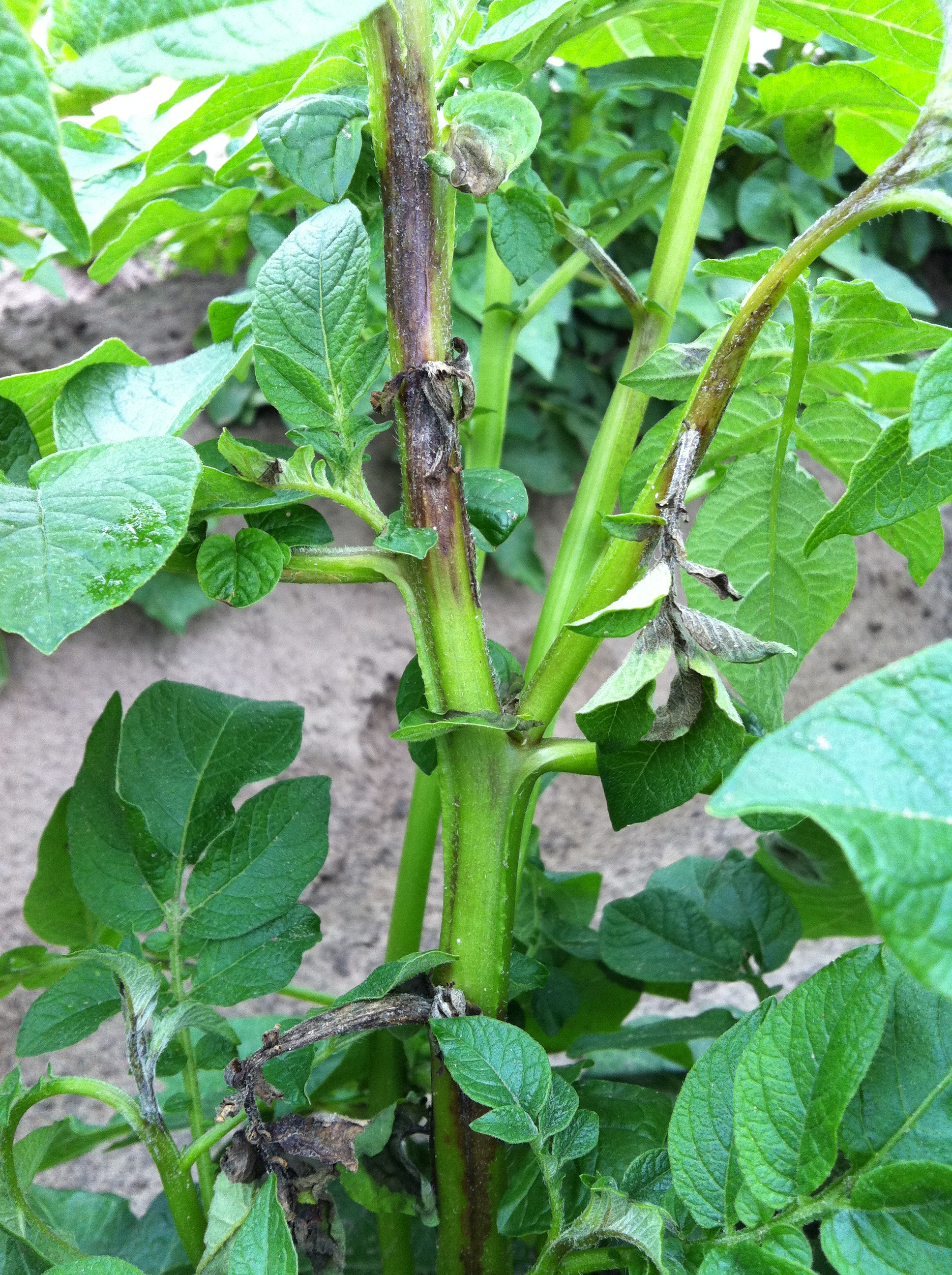
Bladmögel i potatis, stjälkangrepp.

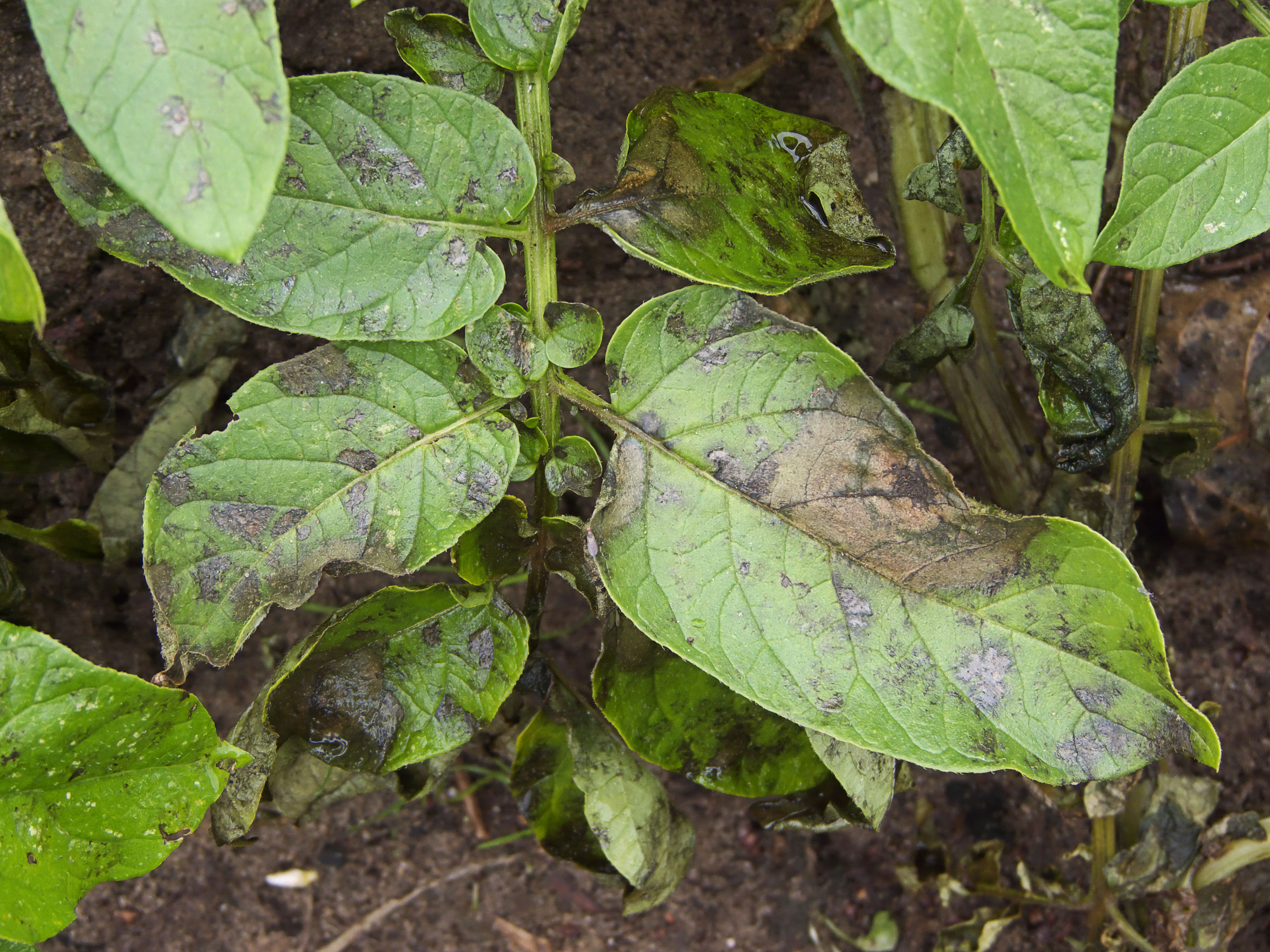
Bladmögel i potatis, bladangrepp.

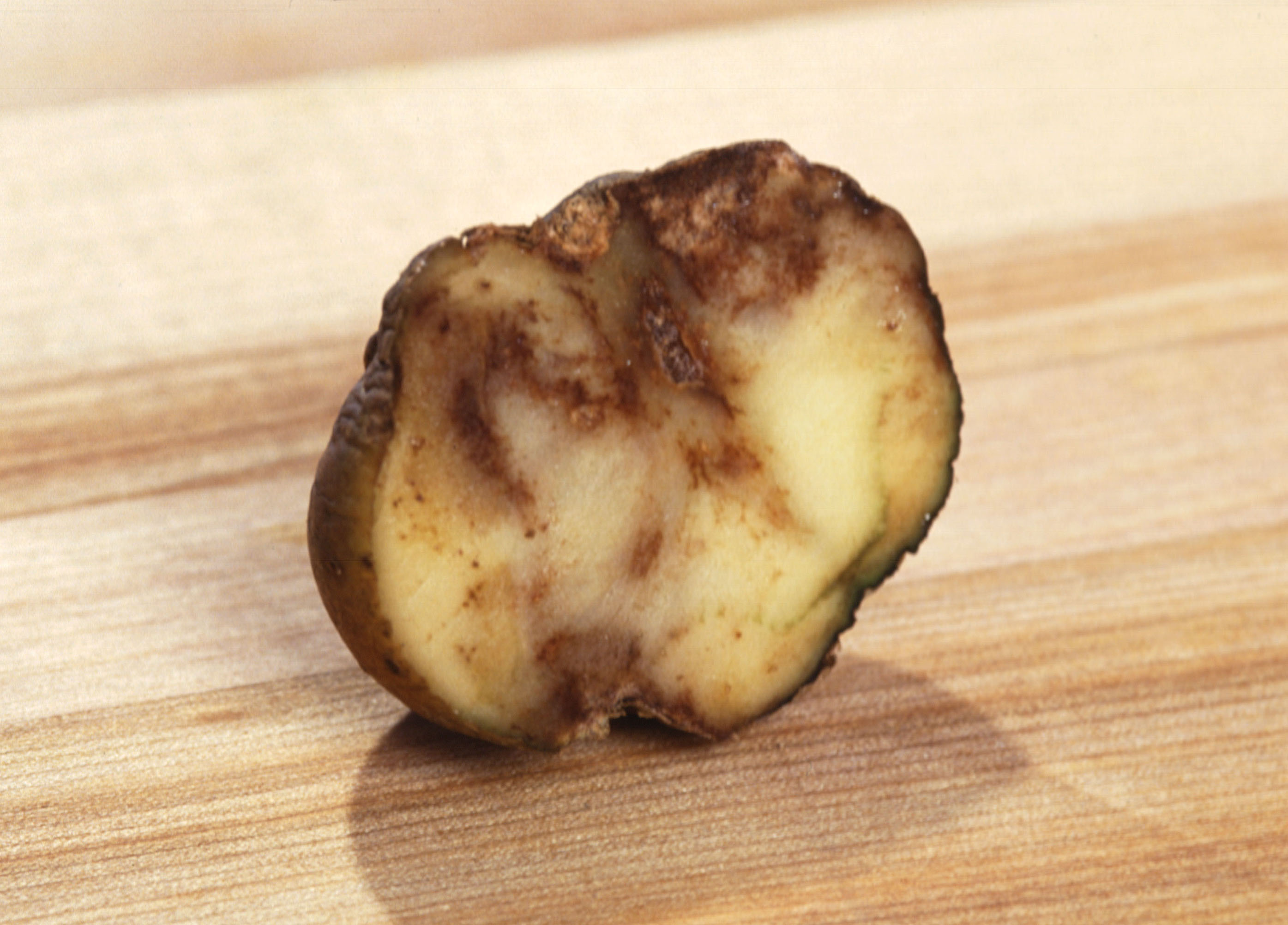
Potatisknölar som angrips av potatisbladmögel skrumpnar på utsidan och ruttnar på insidan.

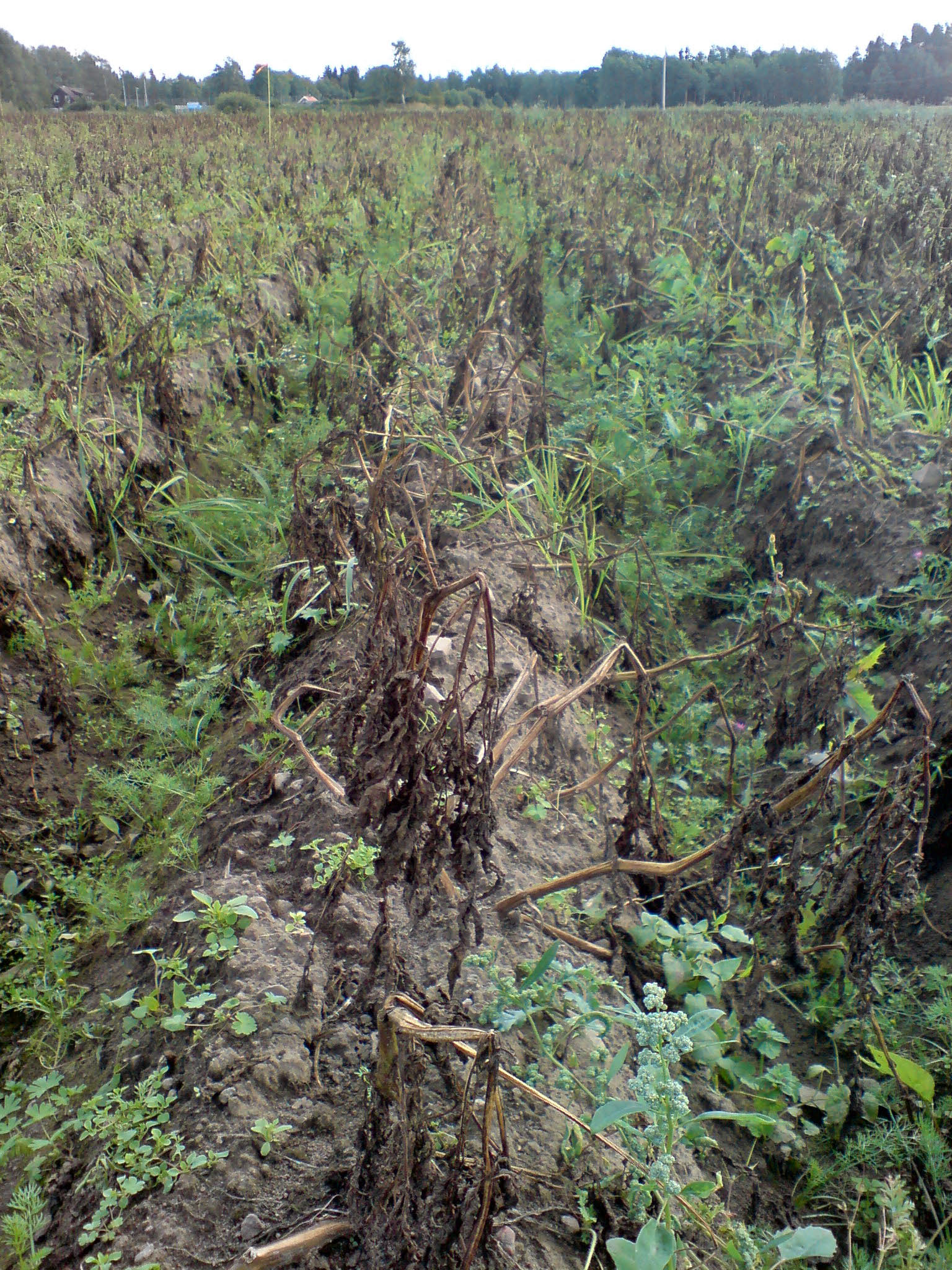
Ett potatisfält som angripits av bladmögel. Observera att plantorna som är gröna är ogräs, inte potatis.

Hela plantan kan drabbas av bladmögel, det vill säga både stjälkar, blomställningar blad och knölar. Bladmögel känns under fuktiga förhållanden igen på det glesa mögelluddet i de angripna fläckarnas kanter, främst på bladundersidan. Vid torr väderlek finns på bladöversidan ofta en några millimeter bred, grå-grön kantzon kring den döda bladvävnaden. Andra skador på potatisplantan kan förväxlas med bladmögel, till exempel frost- eller vindskador, samt gråmögel och torrfläcksjuka. På knölarna syns angrepp som brunaktiga skiftningar under skalet. Senare blir angripna partier mörkare och ofta något insjunkna. Om man skär itu en angripen knöl kan man se en oregelbunden brunröd, smulig och torr röta. Man ser ofta symptomen nära skalet, men infektionen kan tränga genom hela knölen. Under lagringen kan andra rötor uppträda, men dessa är dock relativt lätta att skilja från brunröta.
Övervintringen sker som levande mycel i potatisknölar men även som så kallade oosporer i jorden. Phytophthora infestans har störst chans att överleva i svagt eller måttligt smittade knölar som lagras i låg temperatur. Om sådana knölar används som utsäde följer patogenen med ut på fälten, och då en infekterad potatisknöl gror, växer mycelet in i groddarna och upp i stjälkarna. Även infekterade knölar som lämnas kvar på fältet och avrenshögar kan utgöra smittkällor kommande år om de inte fryser bort under vintern. På motsvarande sätt kan oosporer i odlingjorden gro och bilda sporangier och zoosporer som kan infektera det spirande skottet när det växer upp genom jorden
Vid långa fuktighetsperioder visar sig angreppet som mörkbruna strimmor på stjälkar eller bladskaft. I strimmorna bildas mycel med sporangioforer, och på dessa utvecklas sporangier som är patogenens vegetativa (klonala) förökningskroppar. Sporangierna kan spridas med vinden över långa avstånd. Spridningen sker mestadels runt mitt på dagen, och när sporangierna landar på potatisplantor kan infektionen ske snabbt vid gynnsamma väderförhållanden med fritt vatten på bladen. Infektion sker vanligen genom att cellinnehållet i sporangierna ombildas till 8-10 zoosporer. Dessa kan simma i fritt vatten och också spridas med regnstänk till omgivande blad och plantor. Sporangiet kan också gro direkt och infektera bladet med en groddslang. När sporangier eller zoosporer infekterat ett potatisblad breder sig mycel ut sig inne i bladet och bildar efter någon dag en mörk, oljestänkliknande fläck av död bladvävnad. I gränsområdet mellan frisk och angripen bladvävnad, huvudsakligen på bladundersidan, tränger myceltrådar ut och producerar stora mängder nya sporangier. Vid optimala förhållanden kan tiden mellan infektion och bildning av nya sporangier vara så kort som två till tre dagar. Om väderleken är varm och fuktig på dagarna med svala och daggrika nätter kan nedvissningen gå mycket snabbt.
Knölar infekteras genom att sporangier eller zoosporer sköljs ned i jorden med regn eller bevattning. De kan också smittas vid kontakt med bladmögelangripen blast eller smittbärande jord vid upptagningen. En viss smittspridning kan också ske i lagret eller i samband med sortering genom kontakt mellan infekterade och friska knölar. Phytophthora infestans har två parningstyper, kallade A1 och A2. Parningstyperna kan liknas vid två kön; när både A1 och A2 förekommer i samma fält och infekterar samma blad kan sexuella sporer, så kallade oosporer, bildas. Vid studier av den svenska patogenpopulationen har det visat sig att båda parningstyperna finns spridda i hela Sverige, att man ofta kan hitta dem i samma fält och att de kan fungera som smittkälla till nästkommande potatisgröda.  I flera fall har oosporer också påträffats i angripen blast från fält. Oosporer är tjockväggiga och långlivade, men det är helt klarlagt hur länge de kan överleva i marken. Försök  har visat att oosporer av P. infestans kan överleva minst tre år i fält, men observationer i kommersiell odling tyder på överlevnadstiden kan vara betydligt längre. Tecken på markburen smitta är angrepp som uppstår i fläckar i fält där angrepp observerats i tidigare gröda eller att angreppen börjar tidigare än vanligt. Konsekvenserna av oosporsmitta är ännu inte helt utredda men innebär en ytterligare smittokälla och att växtföljdens roll för att hålla bladmöglet under kontroll ökar. En annan viktig konsekvens är att patogenen får en större genetisk variation, och därmed en bättre anpassningsförmåga, genom sexuell omkombination.

## Motåtgärder
Bladmögelangreppets utveckling påverkas främst av tillgången på mottagliga potatisgrödor, antalet smittkällor i fältet eller dess närhet samt lämpliga väderleksbetingelser. För att nå tillfredsställande bekämpningsresultat i kommersiell potatisodling, är det nödvändigt med en kombination av förebyggande kemisk bekämpning, val av motståndskraftiga sorter, tillämpning av olika odlingstekniska åtgärder, samt en effektiv blastdödning före skörd.
Potatisodlingen domineras av sorter som är mottagliga för bladmögel. Utbudet av sorter är dock stort och graden av mottaglighet mot olika skadegörare varierar mycket. Sorternas resistens mot bladmögel varierar på både  blast och knölar. Vissa sorter är resistenta på både blast och knölar medan andra har resistens i knölarna men inte på blasten eller vice versa. Det bästa ur bekämpningssynpunkt är naturligtvis att både knölar och blast är resistenta. Mottagliga och sena sorter bör undvikas. Tidiga sorter är ofta mottagliga för angrepp av bladmögel, men kan trots detta ha odlingsvärde, eftersom de har förutsättningar att ge skörd innan sjukdomen börjar uppträda. Väckning eller förgroning av potatisutsädet kan förkorta växtperioden till full skörd med 1-2 veckor. Knölarna hinner då ibland bli utvuxna så tidigt att beståndet kan blastdödas innan bladmögelangrepp av betydelse kommit igång inom området. En tidig sort gör denna strategi ännu säkrare.
För att yrkes- och husbehovsodlingen inte skall utsättas för tidiga bladmögelangrepp måste utsädet vara fritt från brunröteangripna knölar. Vid all produktion av utsäde bör odlingen ges ett effektivt skydd mot bladmögel och blastdödas innan angreppen kommer. Det är helt omöjligt att sortera fram friskt utsäde ur ett brunrötesmittat potatisparti. Har man haft angrepp i en tidigare potatisgröda är risken stor att oosporer bildats i fältet. En potatisbelastad växtföljd ökar risken för smitta från oosporer och därmed tidiga angrepp. En annan smittkälla är så kallades överliggare från smittade knölar kvarlämnade i potatisfältet. Potatisplantor som ogräs i andra grödor bör elimineras eftersom de inte bara är reservat för bladmögelpatogen utan också för andra av potatisens skadegörare.
Potatis bör inte odlas på dåligt dränerade jordar. Bladmögelangreppen börjar ofta i fuktiga delar av fältet, det kan vara i svackor, fältkanter mot skog eller diken. Här skapas ett mikroklimat som gynnar bladmögelpatogenen. Bevattning på kvällar eller tidiga mornar bör undvikas då en förlängning av tiden då bladen är våta kan ge en ökad risk för infektion av bladmögel. Vid väl tilltaget radavstånd ökar möjligheterna att kupa upp ett tjockt jordlager kring plantorna. Detta gör det svårare for zoosporer att tränga ned och infektera knölarna. Sporangierna kan fortleva en tid i jord och på döende blast. Upptagning i fuktig väderlek ökar risken för överföring av smitta till knölskörden vid upptagningen. Upptagning i varm och torr väderlek minskar dessa risker .
Trots förebyggande odlingstekniska åtgärder är det i regel lönsamt med kemisk bekämpning av bladmögel. De fungicider som står till buds är främst avsedda att användas preventivt, det vill säga skall appliceras innan angrepp finns i fältet. Har ett angrepp kommit igång och vädret är gynnsamt för bladmögel är det oftast svårt att stoppa spridningen av sjukdomen. Bladmögelfungiciderna kan delas in i två grupper, kontaktverkande och systemiska. Kontaktverkande fungicider skyddar grödan genom att förhindra att infektion sker. Systemiska fungicider har effekt även efter infektion genom att de tas upp av plantan och påverkar bladmögelpatogenens tillväxt i blad och stjälkar. Systemiska fungicider säljs alltid som blandpreparat innehållande både kontaktverkande och systemiska substanser. En orsak till detta är att man vill minska risken för resistensbildning hos patogenen. Fungicidresistens är för närvarande ett problem främst vid användning av preparat innehållande metalaxyl. Bekämpningsbehovet varierar starkt mellan olika år och olika delar av landet och är också beroende av sortvalet. Genom att sorter som är motståndskraftiga mot potatisbladmögel oftast får angrepp senare och att utvecklingen av angreppet går långsammare kräver dessa mindre förebyggande kemisk bekämpning än då man odlar mottagliga sorter som Bintje och King Edward. Aktuella bekämpningsrekommendationer finns i Jordbruksverkets "Bekämpningsrekommendationer, svampar och insekter"
Förutom de förebyggande åtgärderna mot bladmögel krävs oftast att blasten dödas. Blast i kraftig tillväxt är svårdödad och bildar ofta nya skott vid stjälkbasen. Sådana skott måste förstöras så att de inte kan angripas av bladmögel, och i regel krävs kompletterande behandling. Vid kombination av mekanisk blastkrossning och kemisk blastdödning kan dosen av blastdödningspreparatet reduceras till hälften jämfört med enbart sprutning. Mogen och gulnande blast kan dödas med låga preparatdoser eller med enbart mekaniska metoder. Blastdödning bör helst sättas in innan bladmögelangrepp börjar visa sig och högst någon vecka efter den sista förebyggande bladmögelbekämpningen. I obekämpade fält, det vill säga hemträdgårdar och i ekologisk odling, bör blasten dödas så snart angrepp uppträder. Dels minskar det förekomsten av smittkällor i området men framför allt minskar den enskilde odlaren risken att få oosporer i marken. Minst 10 dagar bör förflyta mellan blastdödning och skörd av potatis som skall lagras. Mycket lång tid mellan dödning och skörd kan dock medföra att knölarna  får ökade lackskorvangrepp. Vid tidig blastdödning av växtkraftiga plantor blir normalt stärkelse- och torrsubstanshalten i knölarna lägre än om plantorna får vissna ner av mognad.

## Ekologisk odling av potatis
Eftersom ekologisk potatisodling inte kan tillgripa kemisk bekämpning är den speciellt utsatt för problem med bladmögel. Odling av potatis utan användning av fungicider ökar risken för variationer i både kvalitet och kvantitet. För att öka säkerheten i den ekologiska odlingen måste en god växtföljd tillämpas, minst tre år mellan potatisgrödorna. Har den tidigare potatisgrödan som odlats på fältet varit angripen av bladmögel är risken stor att det bildats oosporer som kan finnas kvar i marken. Fält där svåra angrepp förekommit bör därför för säkerhets skull hoppas över en gång i växtföljden. För att undvika angrepp av betydelse innan knölarna blivit stora nog för att skördas kan man odla förgrodda, tidiga sorter eller senare sorter med bra resistens på både blast och knölar. Genetisk modifiering kan användas för att skapa resistenta sorter. Resistansgener (R-gener) som är effektiva mot de flesta kända stammar av bladmögel har identifierats från olika vilda släkting till potatisen. Till exempel Solanum bulbocastanum och Solanum demissum R-gener har introducerats genom genetisk modifiering i odlade potatissorter för att skapa resistenta sorter. Alla tidiga sorter som finns på marknaden för närvarande är mottagliga för både bladmögel och brunröta. Genom förgroning hinner man ofta få en acceptabel skörd så tidigt att grödan kan blastdödas när angrepp börjar uppkomma. En stor risk med att använda sena sorter med bara knölresistens är att patogenen ges utrymme för sexuell förökning och bildning av oosporer på blasten. Blasten bör förstöras så snart angrepp upptäcks i grödan, framförallt för att inte ge patogenen möjlighet att bilda oosporer men även för att inte sprida sjukdomen till angränsande fält.